# Rafael de la Hoz Arderius
Rafael de la Hoz Arderius (Madrid, 9 de octubre de 1924 - ibídem, 13 de junio de 2000) fue un arquitecto español, director del estudio Rafael de la Hoz, Arquitectos, fue uno de los impulsores de la modernización de la arquitectura española durante la segunda mitad del siglo xx.

## Biografía
Nacido en Madrid el 9 de octubre de 1924, hijo del arquitecto Rafael de la Hoz Saldaña y de Enriqueta de Arderius y Varela de Seijas, su formación comenzó en el Colegio Cervantes, obteniendo el título de arquitecto por la Escuela Técnica Superior de Arquitectura de Madrid en el año 1951, en 1955 completa sus estudios en el Massachusetts Institute of Technology. En 1971 crea e impulsa la realización de las Normas Tecnológicas de la Edificación. De 1981 a 1985 es Presidente de Unión Internacional de Arquitectos. En 1990 es elegido académico de la Real Academia de Bellas Artes de San Fernando.
A lo largo de su trayectoria profesional obtiene premios tan destacados como el Premio Nacional de Arquitectura, en el año 1956, por el Colegio Mayor Aquinas; el VI Premio Antonio Camuñas de Arquitectura, en 1995 y, en el año 2000, la Medalla de Oro de la Arquitectura.
Pasó su infancia en Córdoba —ciudad en la que desarrollaría también su primera etapa profesional—. Apasionado de las matemáticas, la formación que recibió en EE. UU. dejó un poso de preocupación constante por la construcción y la técnica; desde la Dirección General de Arquitectura creó e impulsó la realización de las Normas Tecnológicas de la Edificación.
Partícipe de una generación preocupada por superar el retraso de España, su primera obra fue una tienda de modas para Vogue en Córdoba (1951). Junto a José María García de Paredes proyectó la Edificio de la Cámara de Comercio de Córdoba y el Colegio Mayor Aquinas en Madrid (1953-1957), un bloque ligero y quebrado por el que recibirían el Premio Nacional de Arquitectura en 1956.
Hacia mediados de los sesenta, su estudio cordobés trabaja en toda Andalucía con realizaciones como el Edificio de la fábrica de cervezas El Águila (Córdoba), el Palacio de Congresos de Torremolinos, el hospital Provincial de Córdoba, la sede del Colegio de Médicos de Sevilla o el colegio de las Teresianas de Córdoba. En los años setenta, y ya en Madrid, proyectó la ampliación del Ministerio de Marina y el antiguo edificio del Banco Coca, sobre la Plaza de Emilio Castelar, en el número 50 del Paseo de la Castellana;  a la década de los ochenta corresponden la sede del Imserso o el Centro Nacional de Telefónica en Madrid, realizados con la colaboración de su hijo, Rafael de la Hoz Castanys.
Se le debe el descubrimiento y estudio de la llamada proporción cordobesa, relacionada en las matemáticas y el arte con la más conocida "proporción áurea".

## Estudio Rafael de la Hoz
El mencionado estudio fue fundado en 1920 por su padre, continuando con el mismo su hijo Rafael junto a José Chastang, el cual colaboró en gran parte de su trabajo arquitectónico en Córdoba, en la actualidad es su hijo Rafael de la Hoz Castanys.
En este estudio se llevaron a cabo todo tipo de trabajos relacionados con la arquitectura, tratando desde temas urbanísticos como edificaciones, mobiliario y diseño. Obtuvo una gran fama en el ámbito de la arquitectura, convirtiéndose en un referente y obteniendo el reconocimiento de los expertos. El estudio ha tenido dos sedes, la cordobesa hasta mediados de los setenta y la madrileña a partir de esta década.
También tuvo en su carrera profesional un apartado dedicado a la docencia, el cual se desarrolló entre los años 1965 a 1968 en la Cátedra de Composición Arquitectónica de la Escuela Técnica Superior de Arquitectura de Sevilla. Su trabajo estuvo dirigido hacia la ponencia de «Condiciones Mínimas de Composición de la Vivienda», un trabajo que ya había realizado en 1965 con varios arquitectos para el Congreso Nacional de la Vivienda.
Sobre la arquitectura expresó varias opiniones, impulsando la idea de la necesidad de entender a la sociedad para realizar un tipo de arquitectura acorde con esta, sin dejarse llevar por modas que interrumpan la verdadera necesidad, como expresa en una frase: 

"El drama es que a veces no se entiende a esa sociedad y se cae en un tipo de arquitectura absolutamente frívola, la arquitectura como moda, sin tener en cuenta los cambios que va experimentando el hombre".

E incluso adelanta una necesidad de cambio para el futuro:

"La nueva pareja no está dispuesta a perder su independencia, y esto se traduce en la vivienda, donde exigen que cada uno tenga su propio ámbito; una vivienda donde se pueda compaginar la soledad y la convivencia"

Llegó a expresar rotundamente la necesidad de cambio con la siguiente frase:

"O nos adaptamos a esto o la sociedad prescinde de nosotros"

Rafael de la Hoz trabajó en el plano de la vivienda social; en algunos de sus trabajos se proyectaron las necesidades para viviendas de este tipo, fue un arquitecto polivalente en todos los sentidos de la arquitectura. Su trabajo permitió que en España se avanzase notablemente en el apartado de la arquitectura, tras la vanguardias europeas, se buscaba un cambio en la arquitectura española, que vio en los arquitectos extranjeros del momento un referente claro. Rafael de la Hoz está fuertemente influenciado por las vanguardias europeas, que en el ámbito de la arquitectura presentan como referentes a Le Corbusier o Mies van der Rohe, y en el caso de La Bauhaus donde se habían desarrollado nuevas formas de entender el arte.

## Proyectos seleccionados

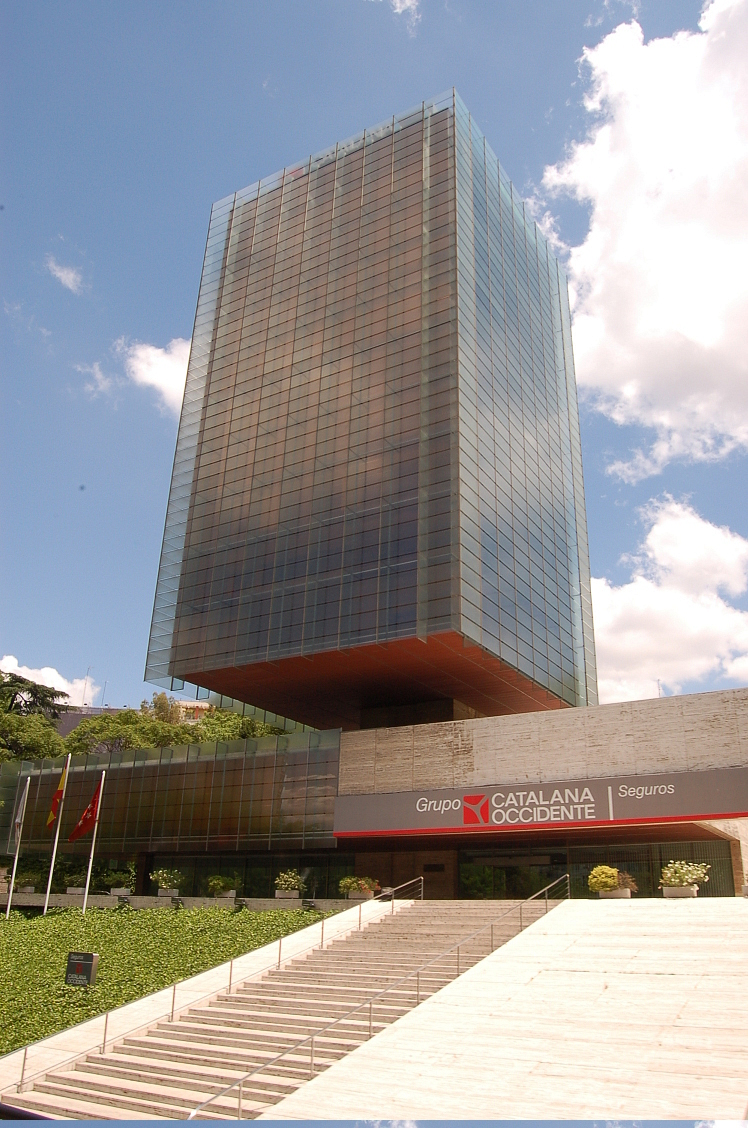
Edificio Castelar (Madrid).

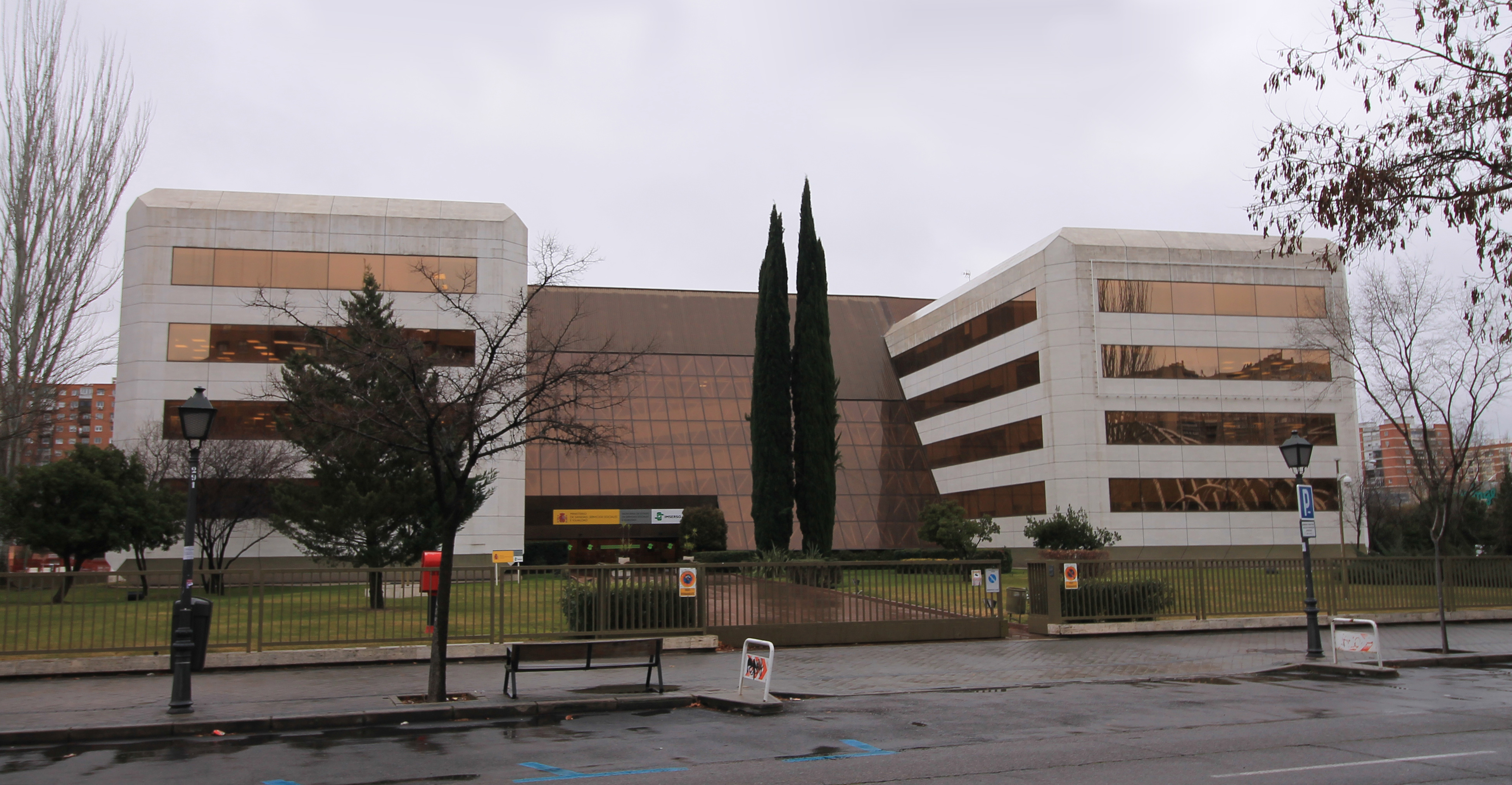
Sede central del IMSERSO (Madrid, 1990–1992).

Numerosas obras en Córdoba y en Madrid, algunas de las cuales son:
- 1951 Tienda Vogue, Córdoba, España.
- 1951 Proyecto Centro Comercial El Brillante, Córdoba, España.
- 1951 Chalet El Bosque, Córdoba, España.
- 1952  Proyecto Ctesifonte de Rafael de la Hoz, Palma del Río, Córdoba, España.
- 1953 Edificio de la Cámara de Comercio de Córdoba, España.
- 1953 Restauración de la capilla de San Bartolomé, Córdoba.[2]
- 1953-1957  Colegio Mayor Aquinas junto a José María García de Paredes, Madrid, España.
- 1954 Tienda de ortopedia Alpha, Córdoba, España.
- 1954 Tintorería Lindsay, Córdoba, España.
- 1954 Tienda de fotografía Studio, Córdoba, España.
- 1954 Chalet La Cabaña, Córdoba, España.
- 1954 Proyecto Casa La Solera, Córdoba, España.
- 1955 Chalet Canals, Córdoba, España.
- 1955 Viviendas calle Pastores, Córdoba, España.
- 1955 Tienda de muebles Domus, Córdoba, España.
- 1955-1958 Edificio de viviendas en calle Cruz Conde, Córdoba, España.
- 1956 Oficinas del Banco Popular, Córdoba, España.
- 1956 Edificio de viviendas Avda. Generalísimo (actualmente Ronda de los Tejares), Córdoba, España.
- 1956 Edificio de viviendas calle Maestro Priego López, Córdoba, España.
- 1956 Farmacia E. Grande, Córdoba, España.
- 1957 Tienda de helados Navarro, Córdoba, España.
- 1957 Tienda de modas Flomar, Córdoba, España.
- 1957 Proyecto Chalet La Barraca, Córdoba, España.
- 1957 Edificio de viviendas calle Jesús y María, Córdoba, España.
- 1957 Proyecto Vivienda en calle Héroes de Toledo, Priego de Córdoba, España.
- 1958 Edificio de viviendas calle Málaga con calle Sevilla, Córdoba, España.
- 1958 Sastrería Corte Novo, Córdoba, España.
- 1958 Chalet Pericet, Córdoba, España.
- 1958 Residencia de las Hijas de María Inmaculada, Córdoba, España.
- 1958 Proyecto Vivienda de Francisco Varas, Córdoba, España.
- 1958 Mobiliario, Córdoba, España.
- 1958-1965 Microescuelas para la Diputación Provincial de Córdoba, Córdoba, España.
- 1959 Fuente del Río, Cabra, España.
- 1959 Convento de Las Salesas, Córdoba, España.
- 1959 23 Viviendas en calle Infanta María Cristina, Córdoba, España.
- 1959 Proyecto Vivienda F. Martínez, Entrepeñas, España.
- 1959 Viviendas y locales calle Gran Capitán, Córdoba, España.
- 1959 Colegio Las Teresianas, Córdoba, España.
- 1960 Banco Ibérico, Córdoba, España.
- 1960 116 Viviendas y locales en calle Diego Serrano, Córdoba, España.
- 1961 Chalet Nü Norge, Córdoba, España.
- 1961 Chalet Añón, Córdoba, España.
- 1961 Nave Ford y oficinas Ebro, Córdoba, España.
- 1961 Proyecto Viviendas, Granada, España.
- 1961 Manzana de viviendas en Plaza de Cuba, Sevilla, España.
- 1962 Casa de Ejercicios Espirituales San Pablo, Córdoba, España.
- 1963 Polígono Pez Espada / Urbanización Eurosol, Torremolinos, España.
- 1962 Edificio de la fábrica de cervezas El Águila (Córdoba), España.
- 1963 Albergues provisionales, Córdoba, España.
- 1963 Poblado de Pescadores, Almuñécar, España.
- 1963 Viviendas sociales para la Fundación Benéfico Social, Córdoba, España.
- 1964 87 Viviendas y locales para CICUSA, Córdoba, España.
- 1964 Proyecto Iglesia para San Fernando, Córdoba, España.
- 1964 Proyecto Apartamentos en la urbanización Elviria, Fuengirola, España.
- 1965 Edificio de viviendas Ava, Córdoba, España.
- 1965 Edificio Regina, Córdoba, España.
- 1965 Laboratorios Pérez Giménez, Córdoba, España.
- 1965 Edificio de viviendas en calle Plus Ultra, Huelva, España.
- 1966 Hospital Psiquiátrico Provincial, Córdoba, España.
- 1966 Edificio Hospital General de Córdoba. Rafael de la Hoz Arderius., España.
- 1967 Apartamentos para Rochazul, Portimão, Portugal.
- 1967 Palacio de Congresos Costa del Sol, Torremolinos, España.
- 1968 Viviendas y locales para CICUSA en Parque Aluche, Madrid, España.
- 1968 Sede del Real e Ilustre Colegio de Médicos, Sevilla, España.
- 1968 Parque Figueroa, Córdoba, España.
- 1969 Colegio Las Teresianas, Alicante, España.
- 1969 Mercado de Abastos, Cabra, España.
- 1970 Edificio para el Diario Córdoba, Córdoba, España.
- 1971 Banco Coca, Valencia, España.
- 1971 Proyecto Edificio del Banco de Bilbao, Madrid, España.
- 1971 Proyecto Colegio Provincial, Córdoba, España.
- 1971 Capilla Colegio San José del Parque, Madrid, España.
- 1972 Guardería infantil en Manoteras, Madrid, España.
- 1973 Hotel Los Lebreros, Sevilla, España.
- 1973 Facultad de Medicina, Córdoba, España.
- 1975 Colegio Mayor Universitario Nuestra Señora de la Asunción, Córdoba, España.
- 1975 Edificio Castelar, Madrid, España.
- 1977 Reloj de la Diputación de Córdoba, Córdoba, España.
- 1977 Ampliación del Ministerio de la Marina, Madrid, España.
- 1980 McDonald's en Gran Vía, Madrid, España.
- 1981 Club de Ancianos, Rute, España.
- 1982 Centro penitenciario Alcalá 3, Alcalá de Henares, España.
- 1985 Facultad de Filosofía y Letras, Campus Universitario de Teatinos, Málaga, España.
- 1985 Centro penitenciario de Tenerife, La Esperanza, España.
- 1987 Caja Provincial de Ahorros de Córdoba, Córdoba, España.
- 1987 Centro Cultural Islámico, Madrid, España.
- 1990 Real Madrid Arena, Madrid, España.
- 1991 Castellana 110, Madrid, España.
- 1992 Instituto de Migraciones y Servicios Sociales (actual sede del IMSERSO), junto a su hijo Rafael de La-Hoz Castanys, Madrid, España.
- 1993 Centro Nacional de Supervisión y Gestión de Telefónica,[3] Madrid, España.
- 1995 Comité Olímpico Español (COE), Madrid, España.
- 1997 Fundación Antonio Gala. Convento del Corpus Christi, Córdoba, España

Obras en Bogotá:
- 2022 Centro de Tratamiento e Investigación sobre Cáncer, Bogotá, Colombia.
- 2026 Torres 5 y 6 complejo Cemsa, Bogotá, Colombia.

## Premios y distinciones
- Premio Nacional de Arquitectura. España.
- Gran cruz de la Orden del Mérito Civil. España. (1973)
- Comendador de 
“L´Ordre des Arts et des Lettres”. Francia.[cita requerida]
- Premio “Ximenez de Cisneros” a la Investigación Matemática. Universidad Central.
- Cruz “Orden de Sanidad” Arquitectura Hospitalaria.
- Medalla “Ministerio de la Vivienda”. España.
- Premio “Antonio Camuñas 1995”.
- Primer Premio Concurso Urbanización Costa del Sol.
- Primer Premio Concurso Ministerio de Marina de Madrid.
- Primer Premio Concurso “Escuelas para Zona Cálida”. Ministerio de Educación y Ciencia.
- Premio Internacional “Habitatión-Space”. Suiza 1978-80.
- Medalla de Oro del “Instituto Superior de Arquitectura e Ingeniería”. Sofía, Bulgaria.
- Medalla del “Státny Institút Urbanizmu a Uzemného Plánovania”. Bratislava, Checoslovaquia.
- Premio “Arquitectura 1990” Colegio Oficial de Arquitectos de Castilla.
- Premio “Córdoba 2000”. España.
- Decano-Presidente de Honor del Colegio Oficial de Arquitectos de Andalucía Oriental.
- Máster de Oro del “Foro de Alta Dirección”, 1991.
- “Internacional Honorary Citizen”. The City of New Orleans, USA.
- “Medalla de Oro” de la Ciudad de Córdoba, España.
- “Ciudadano Ilustre” de la Ciudad de Buenos Aires, Argentina.
- Primera Medalla de la “Unión de Arquitectos de la U.R.S.S.”
- Premio Especial “Pazardjik”. Biennale Mondiale d'Architecture. Sofía, Bulgaria 1985.
- Premio Especial III Bienal Arquitectura de Buenos Aires, Argentina.
- Premio Vitrubio VI Bienal de Arquitectura de Buenos Aires, Argentina.
- Premio ASPRIMA 86 al Diseño Arquitectónico. Marbella.
- Premio CEOE. D/C - Tecnología de la Edificación. España 1987.
- Primer Premio “Crítica Internacional Arquitectura”. Buenos Aires 1987.
- Nominación al “Premio Príncipe de Asturias de las Artes” em 1989 y 1997.
- Exposición Monográfica del Colegio Oficial de Arquitectos de Andalucía Occidental 1992.
- Primer Premio Concurso “Remodelación Edificio Castellana 110”. Madrid 1992.
- Primer Premio Concurso “Centro Nacional de Supervisión y Operación de Telefónica” 1994.
- Premio “Arquitectura del Mármol”. Macael 1997.